# Riksväg 98
Der Riksväg 98 ist eine schwedische Fernverkehrsstraße in Norrbottens län.

## Verlauf
Die Straße verläuft von der Europastraße  E 10 bei Överkalix zuerst nach Nordosten und dann nach Osten nach Övertorneå, wo sie den am Torne älv entlang führenden Riksväg 99 kreuzt,  und führt über die Grenzbrücke nach Finnland weiter, wo sie sich als kurze  bis zu der am östlichen Ufer des Torne älv entlang laufenden  E 8 (finnische ) fortsetzt. Die Länge der Straße beträgt 47 km.

## Geschichte
Die Straße erhielt ihre geltende Bezeichnung im Jahr 2000. Bis 1992 war der derzeitige Europaväg 10 als Riksväg 98 bezeichnet worden.